# سباق نوكير كويرز 2023
سباق نوكير كويرز 2023 (بالفرنسية: Nokere Koerse 2023)‏ هو سباق دراجات هوائية من فئة  1.1، وهو الموسم السادس والسبعين من سباق نوكير كويرز، وأقيم في 15 مارس 2023 ضمن سباقات سلسلة سباقات الاتحاد الدولي للدراجات للمحترفين 2023.
فاز بالمركز الأول تيم ميرلير، وفاز بالمركز الثاني إدوارد ثيونس، وفاز بالمركز الثالث Milan Menten ‏.

## الفرق
| فرق عالمية (8)- Alpecin-Deceuninck - Cofidis - Groupama-FDJ - Intermarché-Circus-Wanty - Soudal Quick-Step - Team DSM - Trek-Segafredo - UAE Team Emirates فرق برو (11)- بنجوال باوليز ساوكس دبليو بي ‏ - بولتون إكوتيز بلاك سبوك برو سايكلنج 2023 ‏ - أوسكالتيل أوسكادي 2023 ‏ - Human Powered Health - Israel-Premier Tech - Lotto Dstny - Q36.5 Pro Cycling Team ‏ - Team Solution Tech–Vini Fantini ‏ - سبورت فلاندرين بالويس ‏ - تيم نوفو نورديسك ‏ - أونو اكس برو سايكلنج تيم 2023 ‏ فريق قاري- سوبرانو هام ايزوريكس 2023 ‏ |  |
| |  |

## المشاركون
| Soudal Quick-Step SOQ | Soudal Quick-Step SOQ | Soudal Quick-Step SOQ |
| --------------------- | --------------------- | --------------------- |
| م                     | عداء                  | مرتبة                 |
| 1                     | تيم ميرلير (طريق)     | 1                     |
| 2                     | جوزيف سيرني           | 92                    |
| 3                     | Jannik Steimle ‏       | 113                   |
| 4                     | Martin Svrček ‏        | 93                    |
| 5                     | Bert Van Lerberghe ‏   | 41                    |
| 6                     | Stan Van Tricht ‏      | 59                    |
| 7                     | Ethan Vernon ‏         | 48                    |

| UAE Team Emirates UAD | UAE Team Emirates UAD | UAE Team Emirates UAD |
| --------------------- | --------------------- | --------------------- |
| م                     | عداء                  | مرتبة                 |
| 11                    | باسكال أكرمان         | 65                    |
| 12                    | إيفو أوليفيرا         | 110                   |
| 13                    | ريان جيبونز           | 21                    |
| 14                    | Sjoerd Bax ‏           | 10                    |
| 15                    | فيليكس جروس           | 120                   |
| 16                    | فيجارد ستيك لاينجن    | 51                    |
| 17                    | مايكل فينك ‏           | 91                    |

| Trek-Segafredo TFS | Trek-Segafredo TFS    | Trek-Segafredo TFS |
| ------------------ | --------------------- | ------------------ |
| م                  | عداء                  | مرتبة              |
| 21                 | إدوارد ثيونس          | 2                  |
| 22                 | Marc Brustenga ‏       | 96                 |
| 23                 | Emīls Liepiņš ‏ (طريق) | 47                 |
| 24                 | Thibau Nys ‏           | 60                 |
| 25                 | Mathias Vacek ‏        | 25                 |
| 26                 | Otto Vergaerde ‏       | 78                 |

| Alpecin-Deceuninck ADC | Alpecin-Deceuninck ADC | Alpecin-Deceuninck ADC |
| ---------------------- | ---------------------- | ---------------------- |
| م                      | عداء                   | مرتبة                  |
| 31                     | يجف دي بوندت           | 63                     |
| 32                     | Ayco Bastiaens ‏        | لم يكمل السباق         |
| 33                     | توبياس باير            | 90                     |
| 34                     | Timo Kielich ‏          | 4                      |
| 35                     | ألكسندر كرايغر         | 64                     |
| 36                     | شاندرو ميوريس          | 89                     |
| 37                     | Kaden Groves ‏          | 101                    |

| Groupama-FDJ GFC | Groupama-FDJ GFC         | Groupama-FDJ GFC |
| ---------------- | ------------------------ | ---------------- |
| م                | عداء                     | مرتبة            |
| 41               | Lewis Askey ‏             | 5                |
| 42               | Clément Davy ‏            | 34               |
| 43               | ماثيو لاداجنوس           | 53               |
| 44               | Enzo Paleni ‏             | 79               |
| 45               | Laurence Pithie ‏         | 8                |
| 46               | Samuel Watson (cyclist) ‏ | 72               |
| 47               | Bram Welten ‏             | 18               |

| Team DSM DSM | Team DSM DSM          | Team DSM DSM   |
| ------------ | --------------------- | -------------- |
| م            | عداء                  | مرتبة          |
| 51           | سام ويلسفورد          | 26             |
| 52           | Tobias Lund Andresen ‏ | 118            |
| 53           | شون فلين ‏             | 46             |
| 54           | Leon Heinschke ‏       | 105            |
| 55           | Alberto Dainese ‏      | لم يكمل السباق |
| 56           | Tim Naberman ‏         | 49             |
| 57           | Axel Källberg ‏        | 116            |

| Intermarché-Circus-Wanty ICW | Intermarché-Circus-Wanty ICW | Intermarché-Circus-Wanty ICW |
| ---------------------------- | ---------------------------- | ---------------------------- |
| م                            | عداء                         | مرتبة                        |
| 61                           | Gerben Thijssen ‏             | 85                           |
| 62                           | Julius Johansen ‏             | 56                           |
| 63                           | Madis Mihkels                | 12                           |
| 64                           | بابتيست بلانكايرت            | 58                           |
| 65                           | Dries De Pooter ‏             | 62                           |
| 66                           | Boy van Poppel ‏              | 23                           |
| 67                           | Roel van Sintmaartensdijk ‏   | 84                           |

| Cofidis COF | Cofidis COF               | Cofidis COF |
| ----------- | ------------------------- | ----------- |
| م           | عداء                      | مرتبة       |
| 72          | بيت اليجارت               | 87          |
| 73          | André Carvalho (cyclist) ‏ | 102         |
| 74          | Christophe Noppe ‏         | 9           |
| 75          | Eddy Finé ‏                | 36          |
| 76          | Wesley Kreder ‏            | 20          |
| 77          | Jelle Wallays ‏            | 30          |

| Israel-Premier Tech IPT | Israel-Premier Tech IPT | Israel-Premier Tech IPT |
| ----------------------- | ----------------------- | ----------------------- |
| م                       | عداء                    | مرتبة                   |
| 81                      | سيب فانمارك             | 6                       |
| 82                      | توم فان أسبروك          | 24                      |
| 84                      | تاج جونز ‏               | 86                      |
| 85                      | Riley Pickrell ‏         | 95                      |
| 86                      | قاي ساقيف               | 66                      |
| 87                      | Roi Weinberg‏            | لم يكمل السباق          |

| Lotto Dstny LTD | Lotto Dstny LTD        | Lotto Dstny LTD |
| --------------- | ---------------------- | --------------- |
| م               | عداء                   | مرتبة           |
| 91              | فكتور كامبنارتس        | 88              |
| 92              | جاسبر دي بويست         | 99              |
| 93              | سيباستيان غرينيار ‏     | 45              |
| 94              | Arjen Livyns ‏          | 111             |
| 95              | Milan Menten ‏          | 3               |
| 96              | Lorenz Van de Wynkele ‏ | 38              |
| 97              | Florian Vermeersch ‏    | 11              |

| أونو-إكس موبيليتي ‏ UXT | أونو-إكس موبيليتي ‏ UXT | أونو-إكس موبيليتي ‏ UXT |
| ---------------------- | ---------------------- | ---------------------- |
| م                      | عداء                   | مرتبة                  |
| 102                    | Fredrik Dversnes ‏      | 19                     |
| 103                    | Stian Fredheim ‏        | 50                     |
| 104                    | Tord Gudmestad ‏        | 40                     |
| 105                    | كريستوفر هالفورسن      | 17                     |
| 106                    | Louis Bendixen ‏        | 68                     |
| 107                    | Martin Urianstad ‏      | 82                     |

| سبورت فلاندرين بالويس ‏ TFB | سبورت فلاندرين بالويس ‏ TFB | سبورت فلاندرين بالويس ‏ TFB |
| -------------------------- | -------------------------- | -------------------------- |
| م                          | عداء                       | مرتبة                      |
| 111                        | Vito Braet ‏                | 76                         |
| 112                        | أليكس كولمان ‏              | 114                        |
| 113                        | Sander De Pestel ‏          | 31                         |
| 114                        | Lindsay De Vylder ‏         | 75                         |
| 115                        | Vincent Van Hemelen ‏       | 119                        |
| 116                        | Aaron Van Poucke ‏          | 61                         |
| 117                        | Ward Vanhoof ‏              | 37                         |

| بنجوال باوليز ساوكس دبليو بي ‏ BWB | بنجوال باوليز ساوكس دبليو بي ‏ BWB | بنجوال باوليز ساوكس دبليو بي ‏ BWB |
| --------------------------------- | --------------------------------- | --------------------------------- |
| م                                 | عداء                              | مرتبة                             |
| 121                               | Guillaume Van Keirsbulck ‏         | 52                                |
| 122                               | Louis Blouwe ‏                     | 7                                 |
| 123                               | Dorian De Maeght ‏                 | 100                               |
| 124                               | Cériel Desal ‏                     | 81                                |
| 125                               | Ludovic Robeet ‏                   | 106                               |
| 126                               | Luca Van Boven ‏                   | 83                                |
| 127                               | جوليان ميرتينز ‏                   | 43                                |

| أوسكالتيل أوسكادي ‏ EUS | أوسكالتيل أوسكادي ‏ EUS | أوسكالتيل أوسكادي ‏ EUS |
| ---------------------- | ---------------------- | ---------------------- |
| م                      | عداء                   | مرتبة                  |
| 131                    | Enekoitz Azparren ‏     | 103                    |
| 132                    | Xabier Berasategi ‏     | 32                     |
| 133                    | Carlos Canal ‏          | 15                     |
| 134                    | Gotzon Martín ‏         | 16                     |
| 135                    | Xabier Isasa ‏          | 117                    |
| 136                    | خوان خوسيه لوباتو      | 77                     |
| 137                    | Antonio Jesús Soto ‏    | 14                     |

| Human Powered Health HPM | Human Powered Health HPM  | Human Powered Health HPM |
| ------------------------ | ------------------------- | ------------------------ |
| م                        | عداء                      | مرتبة                    |
| 141                      | Charles-Étienne Chrétien ‏ | 69                       |
| 143                      | آدم دي فوس                | 94                       |
| 144                      | ماثيو جيبسون              | لم يكمل السباق           |
| 145                      | كيج هيشت                  | 107                      |
| 146                      | أوقست جنسن                | 74                       |
| 147                      | Gijs Van Hoecke ‏          | 35                       |

| بلاك سبوك برو سايكلنج ‏ BEB | بلاك سبوك برو سايكلنج ‏ BEB | بلاك سبوك برو سايكلنج ‏ BEB |
| -------------------------- | -------------------------- | -------------------------- |
| م                          | عداء                       | مرتبة                      |
| 151                        | ماثيو بوستوك               | لم يكمل السباق             |
| 152                        | ريان كريستنسن              | 108                        |
| 153                        | Mitchel Fitzsimons ‏        | لم يبدأ                    |
| 154                        | آرون جيت                   | 54                         |
| 155                        | Luke Mudgway ‏              | 123                        |
| 156                        | جاكوب سكوت ‏                | 42                         |
| 157                        | روري تاونسند ‏ (طريق)       | 109                        |

| Q36.5 Pro Cycling Team ‏ Q36 | Q36.5 Pro Cycling Team ‏ Q36 | Q36.5 Pro Cycling Team ‏ Q36 |
| --------------------------- | --------------------------- | --------------------------- |
| م                           | عداء                        | مرتبة                       |
| 161                         | فيليبو كولومبو              | 13                          |
| 162                         | Kamil Małecki ‏              | 71                          |
| 163                         | Fabio Christen ‏             | 44                          |
| 164                         | Tom Devriendt ‏              | 67                          |
| 165                         | Nicolò Parisini ‏            | 70                          |
| 166                         | Szymon Sajnok ‏              | 22                          |
| 167                         | Nickolas Zukowsky ‏          | 29                          |

| تيم نوفو نورديسك ‏ TNN | تيم نوفو نورديسك ‏ TNN              | تيم نوفو نورديسك ‏ TNN |
| --------------------- | ---------------------------------- | --------------------- |
| م                     | عداء                               | مرتبة                 |
| 171                   | Gerd de Keijzer ‏                   | لم يكمل السباق        |
| 172                   | Joonas Henttala ‏                   | لم يكمل السباق        |
| 173                   | Matyáš Kopecký ‏                    | 28                    |
| 174                   | Péter Kusztor ‏                     | 39                    |
| 175                   | Andrea Peron (cyclist, born 1988) ‏ | 33                    |
| 176                   | Declan Irvine ‏                     | 104                   |
| 177                   | Logan Phippen ‏                     | لم يكمل السباق        |

| Team Solution Tech–Vini Fantini ‏ COR | Team Solution Tech–Vini Fantini ‏ COR | Team Solution Tech–Vini Fantini ‏ COR |
| ------------------------------------ | ------------------------------------ | ------------------------------------ |
| م                                    | عداء                                 | مرتبة                                |
| 181                                  | Charlie Quarterman ‏                  | لم يكمل السباق                       |
| 182                                  | Antonio Barać ‏                       | لم يكمل السباق                       |
| 183                                  | Nicolas Dalla Valle ‏                 | 80                                   |
| 184                                  | Lorenzo Quartucci ‏                   | 115                                  |
| 185                                  | Etienne van Empel ‏                   | لم يكمل السباق                       |
| 186                                  | Samuele Zambelli ‏                    | 112                                  |
| 187                                  | Giulio Masotto ‏                      | 97                                   |

| سوبرانو هام ايزوريكس ‏ TIS | سوبرانو هام ايزوريكس ‏ TIS | سوبرانو هام ايزوريكس ‏ TIS |
| ------------------------- | ------------------------- | ------------------------- |
| م                         | عداء                      | مرتبة                     |
| 191                       | تيموثي دوبونت             | 27                        |
| 192                       | Maxime De Poorter ‏        | 121                       |
| 193                       | Jonas Geens ‏              | 98                        |
| 194                       | Andreas Goeman‏            | 57                        |
| 195                       | Kobe Vanoverschelde‏       | 73                        |
| 196                       | Thomas Joseph ‏            | 55                        |
| 197                       | Thibau Verhofstadt‏        | 122                       |

| Soudal Quick-Step SOQ | Soudal Quick-Step SOQ | Soudal Quick-Step SOQ |
| --------------------- | --------------------- | --------------------- |
| م                     | عداء                  | مرتبة                 |
| 1                     | تيم ميرلير (طريق)     | 1                     |
| 2                     | جوزيف سيرني           | 92                    |
| 3                     | Jannik Steimle ‏       | 113                   |
| 4                     | Martin Svrček ‏        | 93                    |
| 5                     | Bert Van Lerberghe ‏   | 41                    |
| 6                     | Stan Van Tricht ‏      | 59                    |
| 7                     | Ethan Vernon ‏         | 48                    |

| UAE Team Emirates UAD | UAE Team Emirates UAD | UAE Team Emirates UAD |
| --------------------- | --------------------- | --------------------- |
| م                     | عداء                  | مرتبة                 |
| 11                    | باسكال أكرمان         | 65                    |
| 12                    | إيفو أوليفيرا         | 110                   |
| 13                    | ريان جيبونز           | 21                    |
| 14                    | Sjoerd Bax ‏           | 10                    |
| 15                    | فيليكس جروس           | 120                   |
| 16                    | فيجارد ستيك لاينجن    | 51                    |
| 17                    | مايكل فينك ‏           | 91                    |

| Trek-Segafredo TFS | Trek-Segafredo TFS    | Trek-Segafredo TFS |
| ------------------ | --------------------- | ------------------ |
| م                  | عداء                  | مرتبة              |
| 21                 | إدوارد ثيونس          | 2                  |
| 22                 | Marc Brustenga ‏       | 96                 |
| 23                 | Emīls Liepiņš ‏ (طريق) | 47                 |
| 24                 | Thibau Nys ‏           | 60                 |
| 25                 | Mathias Vacek ‏        | 25                 |
| 26                 | Otto Vergaerde ‏       | 78                 |

| Alpecin-Deceuninck ADC | Alpecin-Deceuninck ADC | Alpecin-Deceuninck ADC |
| ---------------------- | ---------------------- | ---------------------- |
| م                      | عداء                   | مرتبة                  |
| 31                     | يجف دي بوندت           | 63                     |
| 32                     | Ayco Bastiaens ‏        | لم يكمل السباق         |
| 33                     | توبياس باير            | 90                     |
| 34                     | Timo Kielich ‏          | 4                      |
| 35                     | ألكسندر كرايغر         | 64                     |
| 36                     | شاندرو ميوريس          | 89                     |
| 37                     | Kaden Groves ‏          | 101                    |

| Groupama-FDJ GFC | Groupama-FDJ GFC         | Groupama-FDJ GFC |
| ---------------- | ------------------------ | ---------------- |
| م                | عداء                     | مرتبة            |
| 41               | Lewis Askey ‏             | 5                |
| 42               | Clément Davy ‏            | 34               |
| 43               | ماثيو لاداجنوس           | 53               |
| 44               | Enzo Paleni ‏             | 79               |
| 45               | Laurence Pithie ‏         | 8                |
| 46               | Samuel Watson (cyclist) ‏ | 72               |
| 47               | Bram Welten ‏             | 18               |

| Team DSM DSM | Team DSM DSM          | Team DSM DSM   |
| ------------ | --------------------- | -------------- |
| م            | عداء                  | مرتبة          |
| 51           | سام ويلسفورد          | 26             |
| 52           | Tobias Lund Andresen ‏ | 118            |
| 53           | شون فلين ‏             | 46             |
| 54           | Leon Heinschke ‏       | 105            |
| 55           | Alberto Dainese ‏      | لم يكمل السباق |
| 56           | Tim Naberman ‏         | 49             |
| 57           | Axel Källberg ‏        | 116            |

| Intermarché-Circus-Wanty ICW | Intermarché-Circus-Wanty ICW | Intermarché-Circus-Wanty ICW |
| ---------------------------- | ---------------------------- | ---------------------------- |
| م                            | عداء                         | مرتبة                        |
| 61                           | Gerben Thijssen ‏             | 85                           |
| 62                           | Julius Johansen ‏             | 56                           |
| 63                           | Madis Mihkels                | 12                           |
| 64                           | بابتيست بلانكايرت            | 58                           |
| 65                           | Dries De Pooter ‏             | 62                           |
| 66                           | Boy van Poppel ‏              | 23                           |
| 67                           | Roel van Sintmaartensdijk ‏   | 84                           |

| Cofidis COF | Cofidis COF               | Cofidis COF |
| ----------- | ------------------------- | ----------- |
| م           | عداء                      | مرتبة       |
| 72          | بيت اليجارت               | 87          |
| 73          | André Carvalho (cyclist) ‏ | 102         |
| 74          | Christophe Noppe ‏         | 9           |
| 75          | Eddy Finé ‏                | 36          |
| 76          | Wesley Kreder ‏            | 20          |
| 77          | Jelle Wallays ‏            | 30          |

| Israel-Premier Tech IPT | Israel-Premier Tech IPT | Israel-Premier Tech IPT |
| ----------------------- | ----------------------- | ----------------------- |
| م                       | عداء                    | مرتبة                   |
| 81                      | سيب فانمارك             | 6                       |
| 82                      | توم فان أسبروك          | 24                      |
| 84                      | تاج جونز ‏               | 86                      |
| 85                      | Riley Pickrell ‏         | 95                      |
| 86                      | قاي ساقيف               | 66                      |
| 87                      | Roi Weinberg‏            | لم يكمل السباق          |

| Lotto Dstny LTD | Lotto Dstny LTD        | Lotto Dstny LTD |
| --------------- | ---------------------- | --------------- |
| م               | عداء                   | مرتبة           |
| 91              | فكتور كامبنارتس        | 88              |
| 92              | جاسبر دي بويست         | 99              |
| 93              | سيباستيان غرينيار ‏     | 45              |
| 94              | Arjen Livyns ‏          | 111             |
| 95              | Milan Menten ‏          | 3               |
| 96              | Lorenz Van de Wynkele ‏ | 38              |
| 97              | Florian Vermeersch ‏    | 11              |

| أونو-إكس موبيليتي ‏ UXT | أونو-إكس موبيليتي ‏ UXT | أونو-إكس موبيليتي ‏ UXT |
| ---------------------- | ---------------------- | ---------------------- |
| م                      | عداء                   | مرتبة                  |
| 102                    | Fredrik Dversnes ‏      | 19                     |
| 103                    | Stian Fredheim ‏        | 50                     |
| 104                    | Tord Gudmestad ‏        | 40                     |
| 105                    | كريستوفر هالفورسن      | 17                     |
| 106                    | Louis Bendixen ‏        | 68                     |
| 107                    | Martin Urianstad ‏      | 82                     |

| سبورت فلاندرين بالويس ‏ TFB | سبورت فلاندرين بالويس ‏ TFB | سبورت فلاندرين بالويس ‏ TFB |
| -------------------------- | -------------------------- | -------------------------- |
| م                          | عداء                       | مرتبة                      |
| 111                        | Vito Braet ‏                | 76                         |
| 112                        | أليكس كولمان ‏              | 114                        |
| 113                        | Sander De Pestel ‏          | 31                         |
| 114                        | Lindsay De Vylder ‏         | 75                         |
| 115                        | Vincent Van Hemelen ‏       | 119                        |
| 116                        | Aaron Van Poucke ‏          | 61                         |
| 117                        | Ward Vanhoof ‏              | 37                         |

| بنجوال باوليز ساوكس دبليو بي ‏ BWB | بنجوال باوليز ساوكس دبليو بي ‏ BWB | بنجوال باوليز ساوكس دبليو بي ‏ BWB |
| --------------------------------- | --------------------------------- | --------------------------------- |
| م                                 | عداء                              | مرتبة                             |
| 121                               | Guillaume Van Keirsbulck ‏         | 52                                |
| 122                               | Louis Blouwe ‏                     | 7                                 |
| 123                               | Dorian De Maeght ‏                 | 100                               |
| 124                               | Cériel Desal ‏                     | 81                                |
| 125                               | Ludovic Robeet ‏                   | 106                               |
| 126                               | Luca Van Boven ‏                   | 83                                |
| 127                               | جوليان ميرتينز ‏                   | 43                                |

| أوسكالتيل أوسكادي ‏ EUS | أوسكالتيل أوسكادي ‏ EUS | أوسكالتيل أوسكادي ‏ EUS |
| ---------------------- | ---------------------- | ---------------------- |
| م                      | عداء                   | مرتبة                  |
| 131                    | Enekoitz Azparren ‏     | 103                    |
| 132                    | Xabier Berasategi ‏     | 32                     |
| 133                    | Carlos Canal ‏          | 15                     |
| 134                    | Gotzon Martín ‏         | 16                     |
| 135                    | Xabier Isasa ‏          | 117                    |
| 136                    | خوان خوسيه لوباتو      | 77                     |
| 137                    | Antonio Jesús Soto ‏    | 14                     |

| Human Powered Health HPM | Human Powered Health HPM  | Human Powered Health HPM |
| ------------------------ | ------------------------- | ------------------------ |
| م                        | عداء                      | مرتبة                    |
| 141                      | Charles-Étienne Chrétien ‏ | 69                       |
| 143                      | آدم دي فوس                | 94                       |
| 144                      | ماثيو جيبسون              | لم يكمل السباق           |
| 145                      | كيج هيشت                  | 107                      |
| 146                      | أوقست جنسن                | 74                       |
| 147                      | Gijs Van Hoecke ‏          | 35                       |

| بلاك سبوك برو سايكلنج ‏ BEB | بلاك سبوك برو سايكلنج ‏ BEB | بلاك سبوك برو سايكلنج ‏ BEB |
| -------------------------- | -------------------------- | -------------------------- |
| م                          | عداء                       | مرتبة                      |
| 151                        | ماثيو بوستوك               | لم يكمل السباق             |
| 152                        | ريان كريستنسن              | 108                        |
| 153                        | Mitchel Fitzsimons ‏        | لم يبدأ                    |
| 154                        | آرون جيت                   | 54                         |
| 155                        | Luke Mudgway ‏              | 123                        |
| 156                        | جاكوب سكوت ‏                | 42                         |
| 157                        | روري تاونسند ‏ (طريق)       | 109                        |

| Q36.5 Pro Cycling Team ‏ Q36 | Q36.5 Pro Cycling Team ‏ Q36 | Q36.5 Pro Cycling Team ‏ Q36 |
| --------------------------- | --------------------------- | --------------------------- |
| م                           | عداء                        | مرتبة                       |
| 161                         | فيليبو كولومبو              | 13                          |
| 162                         | Kamil Małecki ‏              | 71                          |
| 163                         | Fabio Christen ‏             | 44                          |
| 164                         | Tom Devriendt ‏              | 67                          |
| 165                         | Nicolò Parisini ‏            | 70                          |
| 166                         | Szymon Sajnok ‏              | 22                          |
| 167                         | Nickolas Zukowsky ‏          | 29                          |

| تيم نوفو نورديسك ‏ TNN | تيم نوفو نورديسك ‏ TNN              | تيم نوفو نورديسك ‏ TNN |
| --------------------- | ---------------------------------- | --------------------- |
| م                     | عداء                               | مرتبة                 |
| 171                   | Gerd de Keijzer ‏                   | لم يكمل السباق        |
| 172                   | Joonas Henttala ‏                   | لم يكمل السباق        |
| 173                   | Matyáš Kopecký ‏                    | 28                    |
| 174                   | Péter Kusztor ‏                     | 39                    |
| 175                   | Andrea Peron (cyclist, born 1988) ‏ | 33                    |
| 176                   | Declan Irvine ‏                     | 104                   |
| 177                   | Logan Phippen ‏                     | لم يكمل السباق        |

| Team Solution Tech–Vini Fantini ‏ COR | Team Solution Tech–Vini Fantini ‏ COR | Team Solution Tech–Vini Fantini ‏ COR |
| ------------------------------------ | ------------------------------------ | ------------------------------------ |
| م                                    | عداء                                 | مرتبة                                |
| 181                                  | Charlie Quarterman ‏                  | لم يكمل السباق                       |
| 182                                  | Antonio Barać ‏                       | لم يكمل السباق                       |
| 183                                  | Nicolas Dalla Valle ‏                 | 80                                   |
| 184                                  | Lorenzo Quartucci ‏                   | 115                                  |
| 185                                  | Etienne van Empel ‏                   | لم يكمل السباق                       |
| 186                                  | Samuele Zambelli ‏                    | 112                                  |
| 187                                  | Giulio Masotto ‏                      | 97                                   |

| سوبرانو هام ايزوريكس ‏ TIS | سوبرانو هام ايزوريكس ‏ TIS | سوبرانو هام ايزوريكس ‏ TIS |
| ------------------------- | ------------------------- | ------------------------- |
| م                         | عداء                      | مرتبة                     |
| 191                       | تيموثي دوبونت             | 27                        |
| 192                       | Maxime De Poorter ‏        | 121                       |
| 193                       | Jonas Geens ‏              | 98                        |
| 194                       | Andreas Goeman‏            | 57                        |
| 195                       | Kobe Vanoverschelde‏       | 73                        |
| 196                       | Thomas Joseph ‏            | 55                        |
| 197                       | Thibau Verhofstadt‏        | 122                       |

## التصنيف العام النهائي
| التصنيف العام         | التصنيف العام     | التصنيف العام                 | التصنيف العام | التصنيف العام |
| العداء                | العداء            | الفريق                        | الوقت         |               |
| --------------------- | ----------------- | ----------------------------- | ------------- | ------------- |
| 1                     | تيم ميرلير        | Soudal Quick-Step             | 4 س 19 د 14 ث |               |
| 2                     | إدوارد ثيونس      | تريك سيغافريدو                | + 0 ث         |               |
| 3                     | Milan Menten ‏     | Lotto Dstny                   | + 3 ث         |               |
| 4                     | Timo Kielich ‏     | Alpecin-Deceuninck            | + 3 ث         |               |
| 5                     | Lewis Askey ‏      | Groupama-FDJ                  | + 3 ث         |               |
| 6                     | سيب فانمارك       | Israel-Premier Tech           | + 3 ث         |               |
| 7                     | Louis Blouwe ‏     | بنجوال باوليز ساوكس دبليو بي ‏ | + 3 ث         |               |
| 8                     | Laurence Pithie ‏  | Groupama-FDJ                  | + 3 ث         |               |
| 9                     | Christophe Noppe ‏ | Cofidis                       | + 3 ث         |               |
| 10                    | Sjoerd Bax ‏       | فريق الإمارات                 | + 7 ث         |               |
|                       |                   |                               |               |               |
| مصدر: ProCyclingStats |                   |                               |               |               |

## وصلات خارجية
- لمحة عن سباق سباق نوكير كويرز 2023 على موقع  ProCyclingStats   (برو  سايكلنج  ستاتس) - إحصاءات  محترفي  الدراجات.
- سباق نوكير كويرز 2023 على موقع إحصائيات الدراجات الإحترافية (الإنجليزية)